# Poltava (couraçado de 1894)
O Poltava (Полтава) foi um couraçado pré-dreadnought operado pela Marinha Imperial Russa e a segunda embarcação da Classe Petropavlovsk, depois do Petropavlovsk e seguido pelo Sebastopol. Sua construção começou em maio de 1892 no Novo Estaleiro do Almirantado e foi lançado ao mar em novembro de 1894, sendo comissionado na frota russa em 1899. Era armado com quatro canhões de 305 milímetros montados em duas torres de artilharia duplas, tinha um deslocamento de onze mil toneladas e conseguia alcançar uma velocidade máxima de dezesseis nós.
A embarcação foi designada para a Esquadra do Pacífico logo depois de entrar em serviço, tendo Porto Artur como sua base. Ele participou da Guerra Russo-Japonesa, estando presente na Batalha de Porto Artur em fevereiro de 1904 e sendo seriamente danificado na Batalha do Mar Amarelo em agosto. O Poltava acabou afundado pela artilharia japonesa em dezembro durante o Cerco de Porto Artur, sendo capturado pela Marinha Imperial Japonesa junto com outros quatro couraçados russos. Os japoneses o recuperaram e o comissionaram em sua frota com o nome Tango (丹後).
O navio bombardeou posições alemãs no Cerco de Tsingtao na Primeira Guerra Mundial. Foi vendido de volta para a Rússia em 1916 e renomeado Chesma (Чесма), juntando-se pouco depois a uma força Aliada que persuadiu o governo grego a desarmar suas embarcações. Sua tripulação deserdou para os bolcheviques em outubro de 1917 na Revolução Russa, porém a embarcação foi capturada pelo Reino Unido em 1918. Foi usado como prisão flutuante até ser abandonado pelos britânicos em 1919, sendo recapturado pelos bolcheviques e desmontado em 1928.

## Características

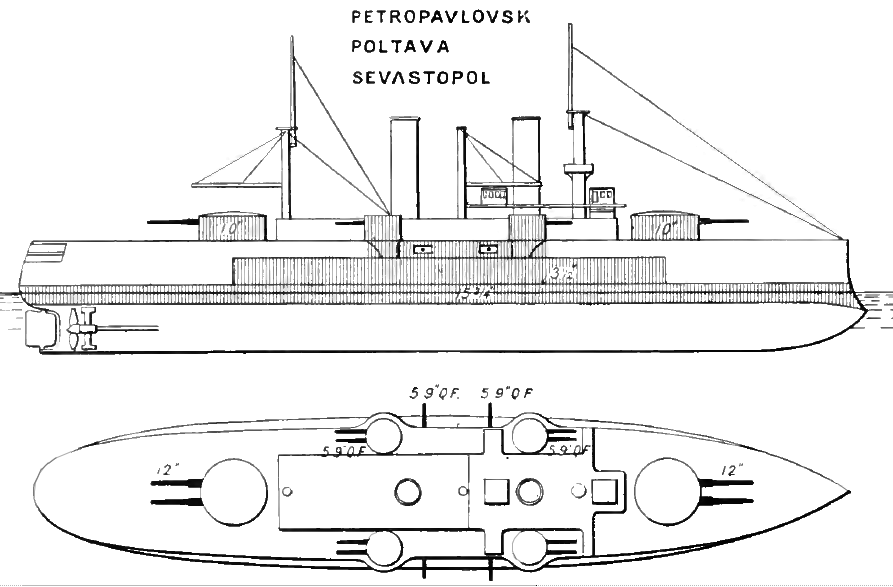
Desenho da Classe Petropavlovsk

O projeto da Classe Petropavlovsk foi inspirado no navio blindado Imperator Nikolai I, porém muito ampliado com o objetivo de poder acomodar um armamento principal de quatro canhões de 305 milímetros e um secundário oito canhões de 203 milímetros. Entretanto, durante a construção a classe foi revisada a fim de incorporar uma versão mais poderosa da arma de 305 milímetros e uma bateria secundária de doze armas de 152 milímetros.
O Poltava tinha 114,6 metros de comprimento de fora a fora, uma boca de 21,3 metros e um calado de 8,6 metros. Foi projetado para ter um deslocamento de 11 140 toneladas, porém foi finalizado com quinhentas toneladas a mais e seu deslocamento era de 11 685 toneladas. Seu sistema de propulsão era composto por catorze caldeiras cilíndricas que alimentavam dois motores verticais de tripla-expansão produzidos pela empresa britânica Humphrys, Tennant and Dykes, cada um girando uma hélice. Tinha uma potência indicada de 10,7 mil cavalos-vapor (7,9 mil quilowatts) para uma velocidade máxima de dezesseis nós (trinta quilômetros por hora). Podia transportar carvão suficiente para uma autonomia de 3 750 milhas náuticas (6 940 quilômetros) a dez nós (dezenove quilômetros por hora). Sua tripulação era formada por 26 a 27 oficiais e 605 a 625 marinheiros.
O armamento principal consistia em quatro canhões Obukhov Modelo 1895 calibre 40 de 305 milímetros montados em duas torres de artilharia duplas, uma à vante e outra à ré da superestrutura. O armamento secundário tinha doze canhões Canet Padrão 1892 calibre 45 de 152 milímetros montados em quatro torres de artilharia duplas nas laterais da superestrutura e os restantes em embrasuras nas laterais do casco à meia-nau. O armamento contra barcos torpedeiros tinha doze canhões Hotchkiss de 47 milímetros e 28 canhões Maxim de 37 milímetros. Também havia seis tubos de torpedo, dois submersos de 457 milímetros e quatro acima da linha de flutuação de 381 milímetros.
O Poltava foi o primeiro navio de guerra russo e ter uma blindagem feita de aço-cimentado Krupp, importado da Alemanha. Seu cinturão principal de blindagem tinha 368 milímetros de espessura sobre as salas de máquinas, reduzindo-se para 254 milímetros na área dos depósitos de munição e 184 milímetros na extremidade inferior. A proteção das torres de artilharia também era de aço Krupp, tendo 254 milímetros nas laterais e 51 milímetros no teto. O convés era protegido por aço-níquel de 51 a 76 milímetros, enquanto a torre de comando tinha laterais de 229 milímetros de espessura.

## História

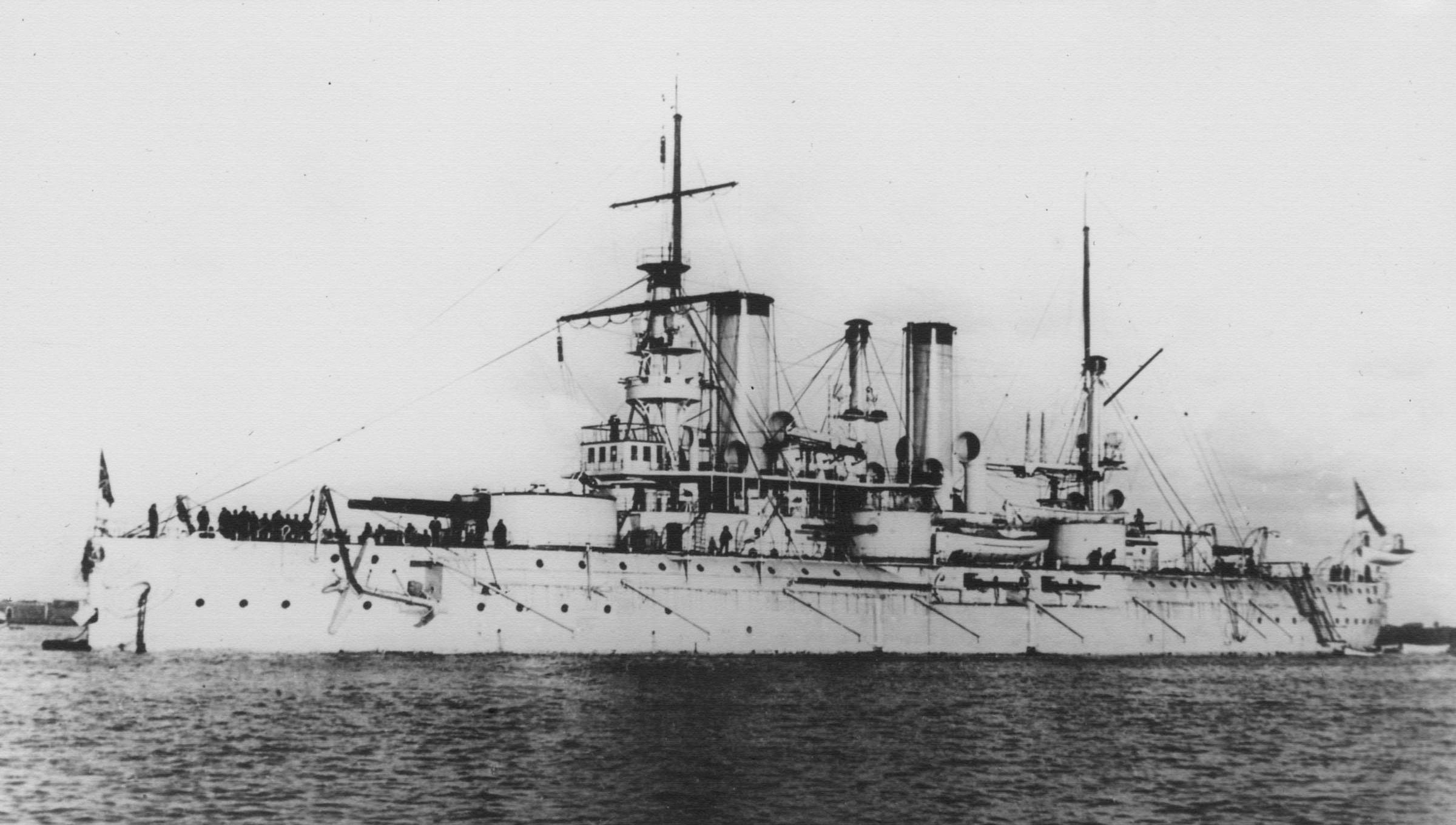
O Poltava c. 1899–1904

O batimento de quilha do Poltava ocorreu junto com seus irmãos em 19 de maio de 1892 no Novo Estaleiro do Almirantado em São Petersburgo, sendo lançado ao mar em 6 de novembro de 1894. Foi batizado em homenagem à Batalha de Poltava, travada em 1709 na Grande Guerra do Norte. Sua construção se arrastou por seis anos devido a uma escassez de trabalhadores qualificados, mudanças de projeto e atrasos na entrega dos armamentos. Seus testes marítimos ocorreram entre 1898 e 1899 e ao final deles atuou brevemente na Frota do Báltico. O Poltava e seu irmão Sebastopol receberam equipamentos de rádio em setembro de 1900. Os dois partiram em 15 de outubro para Porto Artur, na China. Eles precisaram desembarcar boa parte de sua munição e suprimentos a fim de reduzirem seus calados para passarem pelo Canal de Suez. O Poltava chegou em Porto Artur em 12 de abril de 1901.

### Guerra Russo-Japonesa
Tanto a Rússia quanto o Japão, após a vitória japonesa na Primeira Guerra Sino-Japonesa em 1895, tinham ambições de controlarem a Manchúria e a Coreia, resultando em tensões cada vez maiores entre os dois países. Os japoneses iniciaram em 1901 negociações para reduzir essas tensões, porém o governo russo foi lento e incerto em suas respostas porque ainda não tinha decidido exatamente como resolver esse problema. O Japão interpretou isso como uma prevaricação deliberada por parte da Rússia com o objetivo de ganhar tempo a fim de completar seus programas armamentistas. A situação foi piorada pelo fato de tropas russas não terem deixado a Manchúria em 1903 como previamente prometido. O ponto sem volta para os japoneses ocorreu quando notícias surgiram que a Rússia tinha recebido concessões madeireiras no norte da Coreia e estava se recusando a reconhecer os interesses do Japão na Manchúria, ao mesmo tempo que também colocava condições sobre atividades japonesas na Coreia. Estas ações fizeram o governo japonês decidir em dezembro de 1903 que uma guerra era inevitável. A Esquadra do Pacífico russa, enquanto as tensões com o Japão cresciam, começou a atracar do lado de fora do porto de Porto Artur durante a noite a fim de reagir mais rapidamente caso os japoneses tentassem desembarcar tropas na Coreia.

#### Porto Artur

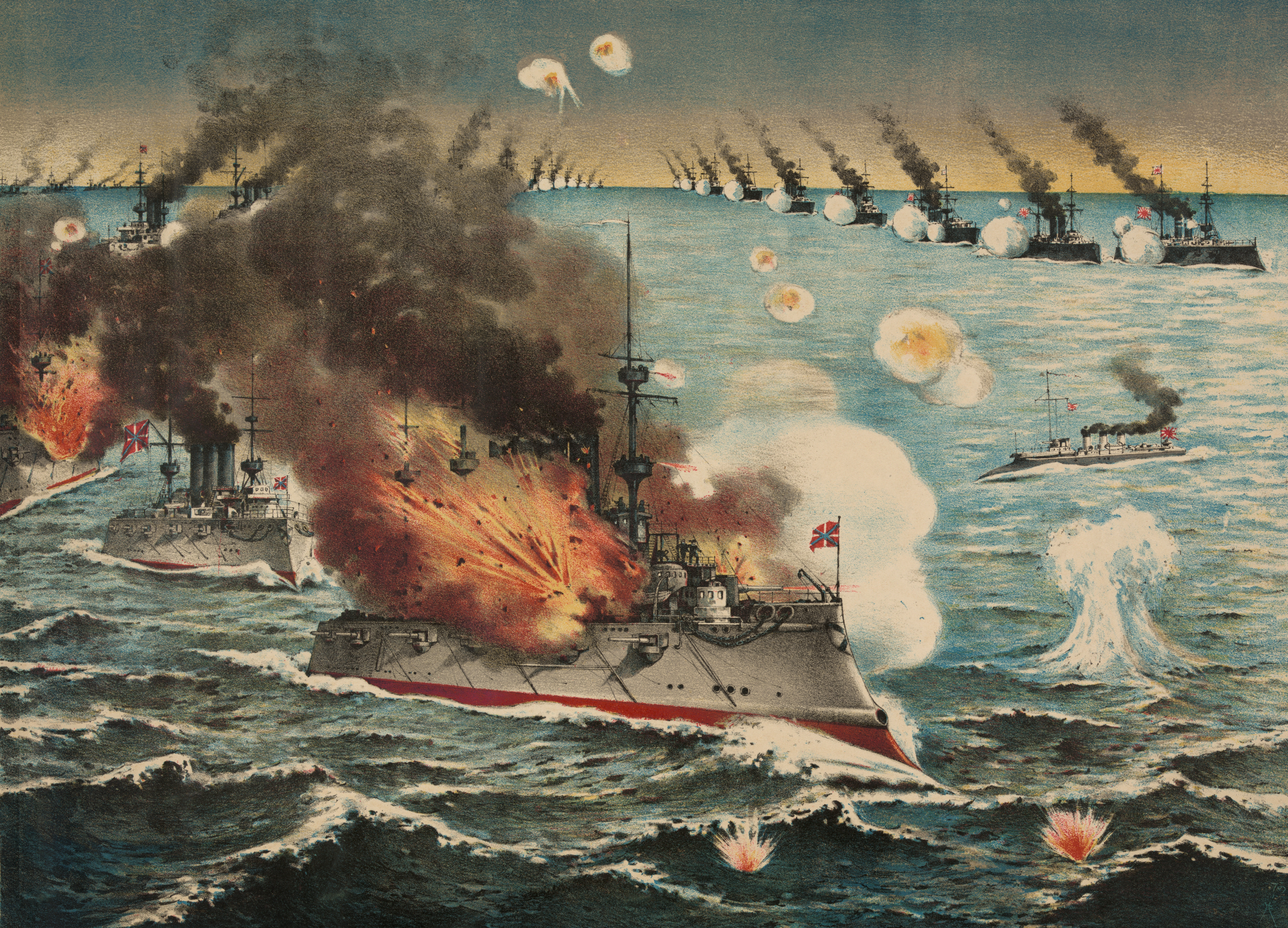
Gravura japonesa por Torajirō Kasai da frota japonesa atacando a frota russa na Batalha de Porto Artur

A Marinha Imperial Japonesa lançou um ataque surpresa contra a frota russa em Porto Artur na noite de 8 para 9 de fevereiro de 1904. O Poltava não foi acertado no ataque inicial de barcos torpedeiros e fez parte da surtida que na manhã seguinte foi atacada pela Frota Combinada japonesa, comandada pelo vice-almirante Tōgō Heihachirō. Este esperava que o ataque surpresa seria muito mais bem-sucedido do que foi, antecipando que os russos estariam desorganizados e enfraquecidos, porém eles tinham se recuperado e estavam prontos para seu ataque. Os japoneses foram avistados pelo cruzador protegido Boyarin, que estava patrulhando próximo do porto e alertou as defesas. Tōgō escolheu atacar as baterias costeiras russas com seu armamento principal e os navios inimigos com a bateria secundária. Esta divisão foi uma decisão ruim, pois os canhões secundários japoneses pouco danificaram as embarcações russas, que concentraram todos os seus disparos no inimigo com algum efeito. O Poltava foi atingido várias vezes, mas não foi muito danificado e apenas três tripulantes foram feridos. O couraçado disparou doze projéteis de 305 milímetros e 55 de 152 milímetros.
O Poltava participou de uma ação em 13 de abril, quando Tōgō conseguiu atrair uma parte da Esquadra do Pacífico, incluindo o Petropavlovsk, a capitânia do vice-almirante Stepan Makarov. Este recuou de volta para Porto Artur assim que avistou cinco couraçados japoneses, porém o Petropavlovsk bateu em uma mina naval que os japoneses tinham lançado na noite anterior. A embarcação afundou em menos de dois minutos depois de um de seus depósitos de munição ter explodido, com Makarov entre os mortos. Tōgō retomou depois disso missões de bombardeamento, fazendo os russos colocarem mais minas que afundaram dois couraçados japoneses no mês seguinte. O contra-almirante Wilgelm Vitgeft se tornou depois disso o novo comandante da Esquadra do Pacífico e liderou uma tentativa fracassada em 23 de junho de chegar a Vladivostok, retornando para Porto Artur depois que foi interceptado pela Frota Combinada. O Poltava fez uma surtida em 9 de julho junto com cruzadores e contratorpedeiros para bombardear posições costeiras japonesas, enfrentando brevemente os navios inimigos que foram interceptá-lo. A embarcação desembarcou vários de seus canhões de 47 e 37 milímetros a fim de reforçar as defesas do porto.

#### Mar Amarelo
O Exército Imperial Japonês, que estava avançando lentamente pelo sul em direção de Porto Artur, começou em 10 de agosto um ataque contra as defesas externas da cidade. A Esquadra do Pacífico, com sua base agora diretamente sob ataque, partiu naquela mesma manhã por volta das 7h00min em uma nova tentativa para escapar para Vladivostok. Entretanto, a Frota Combinada os interceptou no Mar Amarelo por volta das 12h55min, resultando na Batalha do Mar Amarelo.
O Poltava era o sexto navio da linha de batalha russa e de sua posição começou a atacar o couraçado japonês Asahi aproximadamente às 14h45min. O couraçado Mikasa, a capitânia de Tōgō, disparou várias vezes contra o Poltava, fazendo a esquadra russa recuar para apoiá-lo. Os russos acertaram o Mikasa várias vezes, incluindo dois projéteis do Poltava, que também acertou o cruzador blindado Nisshin. Os japoneses encerraram esse primeiro ataque por volta das 15h20min e viraram para bombordo, aumentando a distância. Os japoneses aproximaram-se novamente da retaguarda russa às 17h35min, com o Mikasa e outros três couraçados abrindo fogo contra o Poltava e três cruzadores blindados, porém problemas em suas torres de artilharia fizeram os japoneses recuarem novamente. O Asahi e o Shikishima dispararam contra o Poltava mais uma vez às 18h30min. Os russos começaram a recuar, porém dois projéteis de 305 milímetros acertaram a capitânia Tsesarevich, matando Vitgeft. O contra-almirante príncipe Pavel Ukhtomski, segundo em comando da esquadra, deu sinal para as embarcações voltarem para Porto Artur, porém demorou algum tempo antes que pudessem retomar a formação para a viagem de volta. O Poltava foi atingido por doze a catorze projéteis que incapacitaram cinco de seus canhões de 152 milímetros, mataram doze tripulantes e feriram outros 43. Também foi atingido na linha de flutuação, o que prejudicou sua manobrabilidade, impedindo que os russos fossem para Vladivostok.

#### Cerco

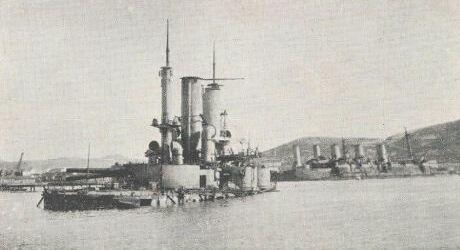
O Poltava parcialmente afundado depois do Cerco de Porto Artur

A esquadra russa voltou para Porto Artur em 11 de agosto, com a cidade ainda sob cerco japonês. O Poltava foi atingido no dia 18 por um projétil de 120 milímetros disparado pela artilharia japonesa, com seis tripulantes sendo feridos. O contra-almirante Robert Viren, o novo oficial comandante da esquadra, acreditava que a melhor opção era continuar a fortalecer as defesas terrestres do porto, assim continuou a remover armas e os marinheiros necessários para operá-las para fora dos navios. Até setembro o Poltava teve três canhões de 152 milímetros, quatro 47 milímetros e 26 de 37 milímetros removidos. O couraçado começou a bombardear posições japonesas no mesmo mês, tendo disparado até novembro 110 projéteis de 305 milímetros e um número desconhecido de 152 milímetros.
O Exército Imperial Japonês começou a bombardear o porto aleatoriamente em outubro com obuses de 280 milímetros. O Poltava foi acertado duas vezes em 7 de outubro, iniciando alguns incêndios. Os japoneses capturaram em 5 de dezembro um morro que dava vista direta para o porto e permitia que eles direcionassem seus disparos diretamente contra os navios russos. O Poltava foi atingido no mesmo dia por cinco projéteis, três dois quais penetraram o convés. Um acertou a sala de torpedos e outro o depósito de ré das armas de 47 milímetros. Isto iniciou um incêndio que não pode ser apagado porque o sistema de inundação tinha sido anteriormente danificado, com as cargas propelentes do vizinho depósito de 305 milímetros inflamando. O depósito de munição explodiu meia-hora depois do acerto, abrindo um buraco no fundo do casco que fez o couraçado afundar em água rasa 45 minutos depois.

### Carreira japonesa

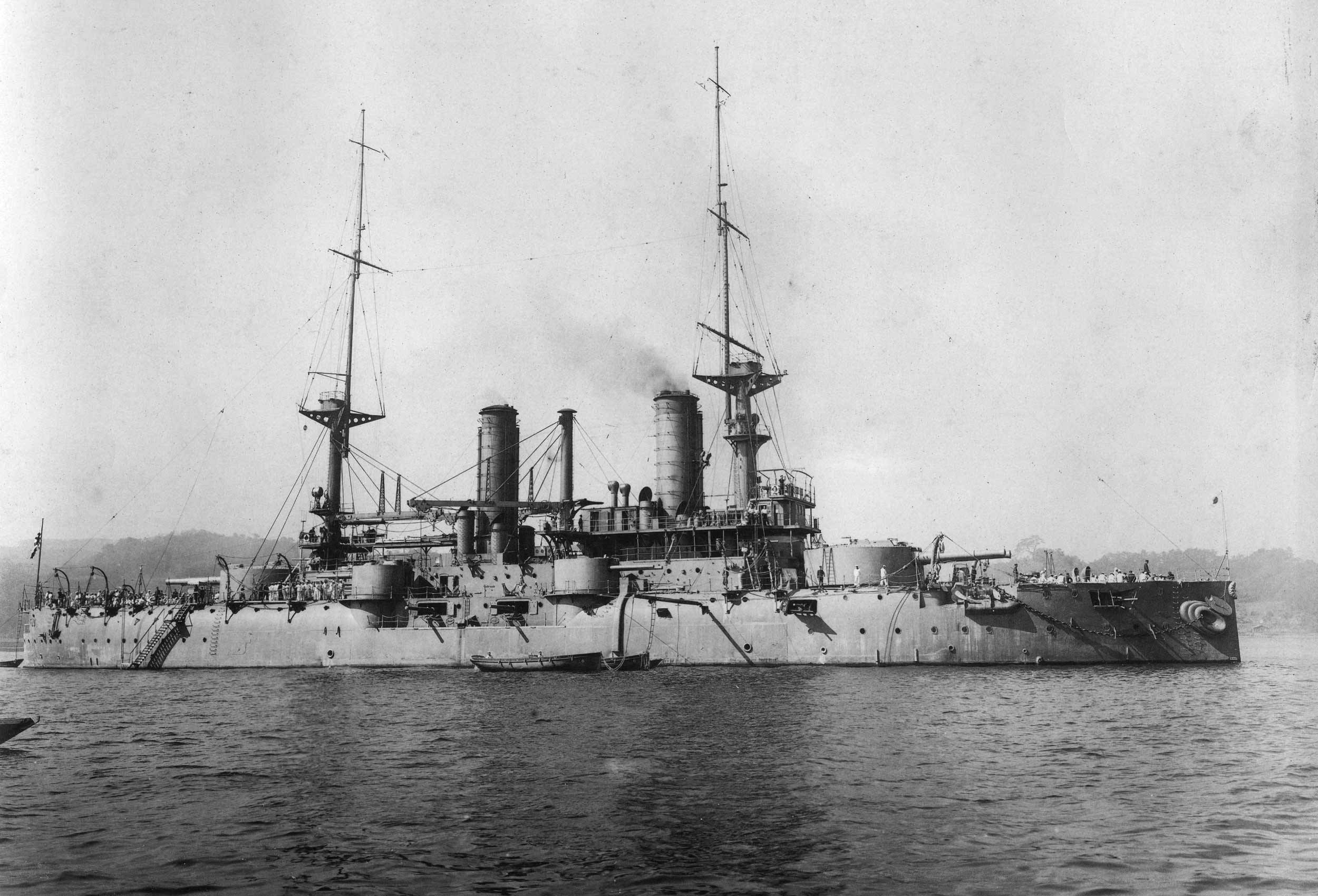
O Tango em 1909

Os japoneses tomaram o Poltava depois da rendição do Porto Artur em janeiro de 1905, o reflutuando em 22 de julho e o comissionando na Marinha Imperial Japonesa em 22 de agosto como Tango (丹後), em homenagem à antiga Província de Tango. Foi classificado como couraçado de 1ª classe e partiu dois dias depois para o Arsenal Naval de Maizuru, onde chegou em 29 de agosto. Ele permaneceu no local sob reparos até novembro de 1907, com exceção de participar de um desfile naval dos navios capturados na guerra em 23 de outubro de 1905. A embarcação em seguida foi para o Arsenal Naval de Yokosuka para ser finalizado.
A Marinha Imperial Japonesa fez várias alterações no navio. Sua gávea foi removida, enquanto suas caldeiras foram substituídas por dezesseis caldeiras de tubos d'água Miyabara. Suas armas principais foram mantidas, porém suas culatras foram substituídas por modelos de fabricação japonesa. Sua bateria secundária de oito canhões de 152 milímetros em torres de artilharia também foi mantida, enquanto aquelas armas de mesmo tamanho em embrasuras foram substituídas por oito canhões japoneses Tipo 41º Ano calibre 54 de 152 milímetros. O armamento leve foi revisado para dez canhões de 76 milímetros e quatro canhões de 37 milímetros. Os tubos de torpedo originais foram substituídos por quatro tubos acima da linha de flutuação de 450 milímetros. A tripulação passou a ser de 668 oficiais e marinheiros.
O Tango entrou em serviço ativo em 1911, sendo reclassificado no ano seguinte como um navio de defesa de costa de 1ª classe. Participou em 1913 nas manobras anuais da frota como parte da força "inimiga". Ele deu suporte para a 2º Esquadra depois do início da Primeira Guerra Mundial em 1914, bloqueando o porto alemão de Tsingtao em cooperação com o Exército Imperial. O Tango e outros navios bombardearam fortificações alemãs durante o cerco até os alemães se renderem em 7 de novembro.

### Retorno à Rússia

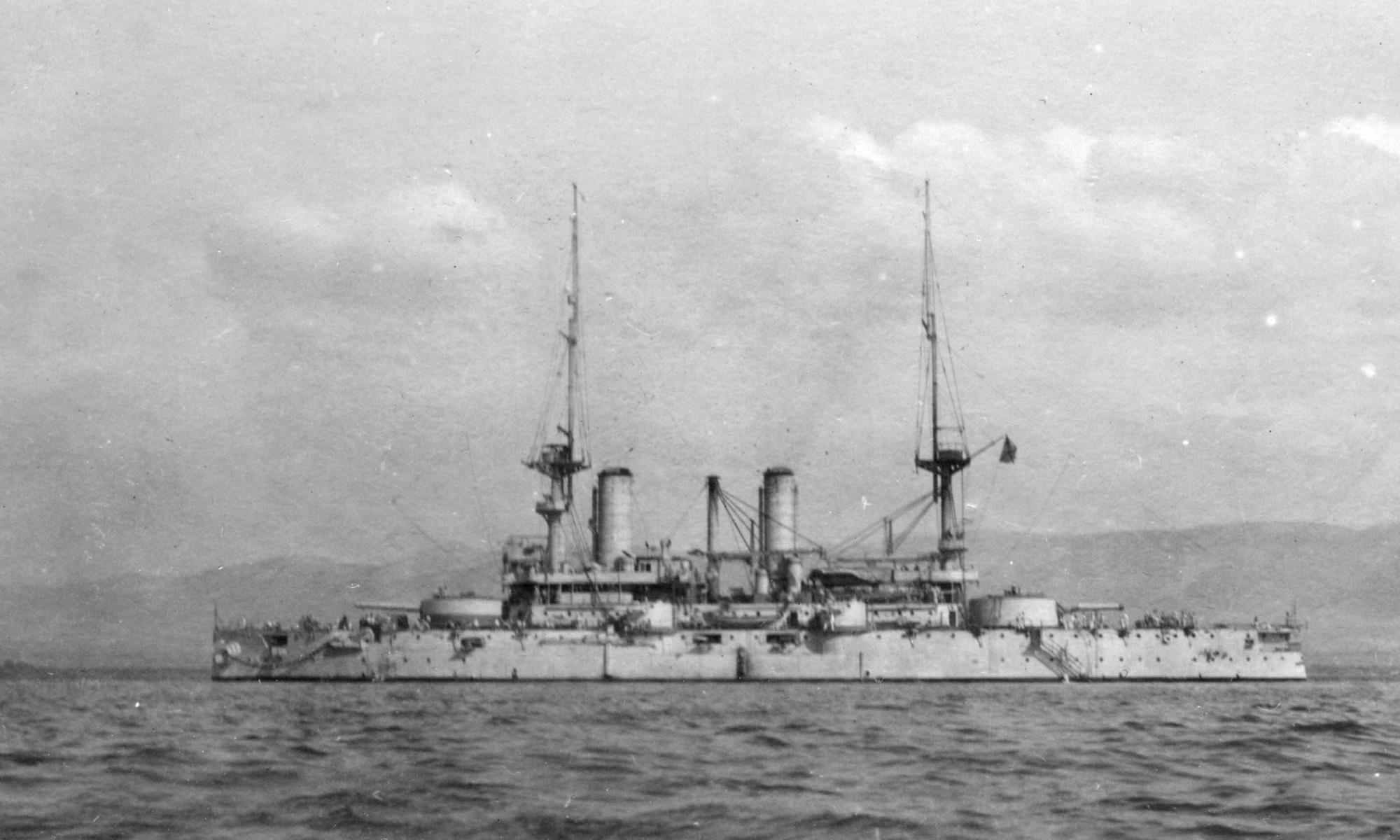
O Chesma em 1916

O governo russo decidiu em 1916 reforçar sua força naval fora do Mar Báltico e Mar Negro. Nessa época Japão e Rússia eram aliados na guerra, assim os japoneses venderam o Tango e alguns outros ex-navios de guerra russos de volta para seu país de origem em março. O couraçado chegou em Vladivostok em 2 de abril e foi entregue para a Marinha Imperial Russa no dia 3 ou dia 4. Seu antigo nome tinha sido dado para um novo couraçado dreadnought, assim foi rebatizado de Chesma (Чесма), homenagem à Batalha de Çeşme em 1770. Deixou Vladivostok em 2 de julho e chegou em Porto Said, no Egito, em 19 de setembro.
O Chesma juntou-se às forças Aliadas em Salamina que estavam exigindo o desarmamento da frota grega. Depois disso foi para o Reino Unido, onde seus maquinários passaram por manutenção nos estaleiros da Cammell Laird em Birkenhead a partir de 5 dezembro, com os canhões de 152 milímetros no convés principal e as armas de 76 milímetros sendo removidas. No lugar recebeu quatro canhões antiaéreos na superestrutura. Chegou em Alexandrovsk, em Murmansk, em 16 de janeiro de 1917, porém a situação política ficou confusa pouco depois com o início da Revolução Russa em março. Sua tripulação declarou apoio aos bolcheviques em outubro, mas não realizaram tentativas de interferir com a intervenção Aliada em Murmansk em março de 1918. Os britânicos pouco depois consideraram o Chesma como "encalhado e incapaz de navegar", porém mesmo assim o tomaram e o usaram em abril de 1919 como prisão flutuante para deter quarenta bolcheviques prisioneiros de guerra. Os britânicos abandonaram o navio quando recuaram e ele foi tomado pelos bolcheviques em março de 1920, sendo incorporado em 24 de abril à Flotilha Militar Bolchevique do Mar Branco. No final ele não tinha mais nenhum valor militar e foi deixado em 16 de junho de 1921 no porto de Arcangel. Foi removido do registro naval em 3 de julho de 1924 e posteriormente desmontado.